# Encuentro (danza)
El encuentro es una danza nativa argentina.

## Clasificación
Danza de galanteo de pareja suelta e independiente, de movimientos vivos, se baila con pañuelo, paso básico y paso caminado. En la 2º colocación

## Coreografía
- 1. Esquina con balanceo (4c).
- 2. Esquina recta (enfrentados, en el 4º compás se toman de los hombros, paso caminado. 4c).
- 3. Zapateo y zarandeo (8c).
- 4 y 5. (Se repiten las figuras 1 y 2. 8c).
- 6. Zapateo y zarandeo (de corazón. 8c).
- 7. Media vuelta (con pañuelo. 4c).
- 8. Avance y saludo final (4c).

## Segunda
Es similar a la 1º, los bailarines comienzan en los lugares opuestos.